# Boom Boom (John-Lee-Hooker-Lied)

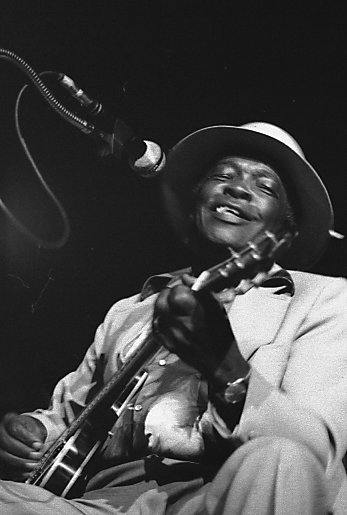
John Lee Hooker (1978)

Boom Boom ist ein Blues-Song von John Lee Hooker, der 1962 von Vee-Jay Records veröffentlicht wurde. Der Song wurde 2009 in die Blues Hall of Fame der Blues Foundation aufgenommen.

## Geschichte
Ursprünglich hatte Hooker überwiegend solo gespielt (Beispiel: Boogie Chillen’, 1948), bisweilen mit einem zweiten Gitarristen (Beispiel: I’m in the Mood, 1951, mit Eddie Kirkland). Erst als er Mitte der 1950er Jahre begann, für Vee-Jay aufzunehmen, wurde er meist von einer Band begleitet, zu hören etwa bei dem Song Dimples von 1956, der Jahre später ein Hit wurde. Die Begleitband Hookers bei der Aufnahme von Boom Boom bestand aus den Funk Brothers Joe Hunter (Klavier), James Jamerson (Bass), Benny Benjamin (Schlagzeug), Larry Veeder (Gitarre) sowie Hank Cosby und Mike Terry (beide Saxofon).
Boom Boom wurde 1961 in Chicago aufgenommen und 1962 veröffentlicht. Der Song erreichte Platz 16 der Billboard R&B Charts sowie Platz 60 der Billboard Hot 100 Popcharts. Er war der Eröffnungssong des John-Lee-Hooker-Albums Burnin’ (1962) und später in zahlreichen Kompilationen enthalten. Hooker nahm den Song mehrfach neu auf, auch in überarbeiteten Versionen mit Titeln wie Boom Boom Boom und Bang Bang Bang Bang. Im Film Blues Brothers (1980) spielte Hooker den Song als Straßenmusiker, jedoch wurde das Stück nicht ins Soundtrackalbum des Films aufgenommen. Für das Album Boom Boom von 1992 nahm Hooker den Titel mit Jimmie Vaughan an der Gitarre auf. 1993 brachte die Verwendung des Songs in einer Fernsehwerbung für Lee Jeans erneute Popularität.
Boom Boom wurde vielfach gecovert. Die britische Band The Animals brachte bereits 1964 eine Bluesrock-Version des Stückes heraus, die in den USA Platz 43 der Billboard Hot 100 erreichte. Auch The Yardbirds, The Lords, Mae West, Tony Joe White und Muddy Waters spielten den Song, um nur einige zu nennen. Die Rockband ZZ Top benutzte in ihrem Song La Grange (1973), der auf Hookers Boogie Chillen’ von 1948 zurückgreift, ähnliche Fülltexte wie Hooker in Boom Boom, etwa „how how how how“.